# Hesketh Racing
Hesketh Racing fue un equipo y constructor de automovilismo fundado por el aristócrata inglés lord Alexander Hesketh. Participó en el Campeonato de Fórmula 1 de 1973 a 1978, donde ganó el Gran Premio de los Países Bajos de 1975 con James Hunt. También compitió en Fórmula 3, Fórmula 2 y resistencia.

## Historia

### Formación
El inglés Alexander Hesketh, con Anthony Horsley como piloto, compitió en varias carreras de Fórmula 3 en Europa en 1972, después de aquello contrató a James Hunt.
A mediados de la temporada, Horsley decidió abandonar su puesto como piloto para encargarse de la administración del equipo. El equipo alquiló un March de Fórmula 2 para finales de ese año y para 1973, decidió entrar directamente a Fórmula 1.

### Fórmula 1

#### Era Hunt

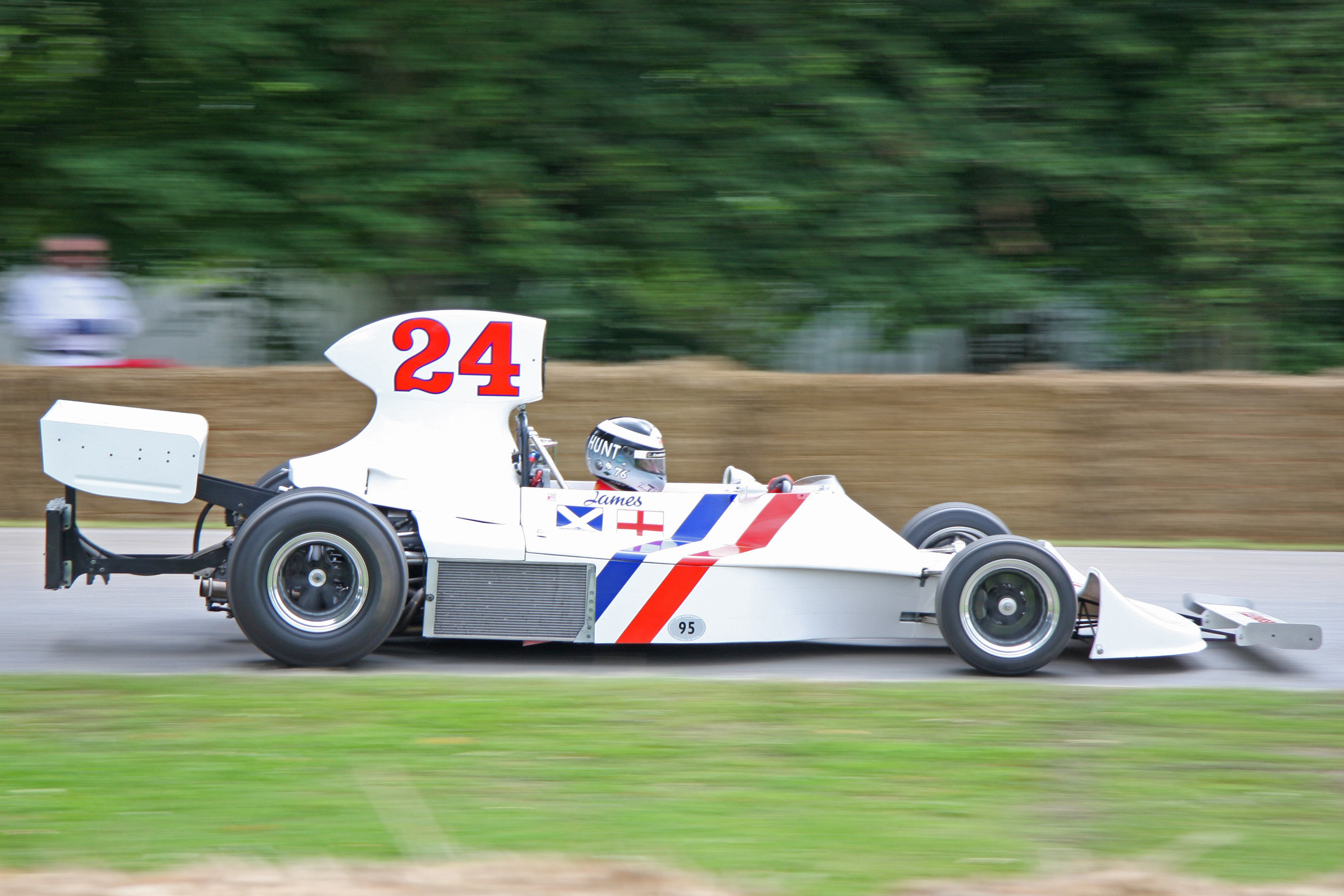
Hesketh 308B de.

Hesketh alquiló un Surtees TS9 para la Carrera de Campeones de Brands Hatch, fuera del campeonato, donde Hunt finalizó tercero.
Finalmente se alquiló un March 731, y, con Harvey Postlethwaite de ingeniero, debutaron en el Gran Premio de Mónaco de 1973. Allí, el piloto británico finalizó 9.º tras rodar 6.º incluso. Sumó sus primeros puntos en el GP de Francia, y repitió en Gran Bretaña, Países Bajos y los Estados Unidos, además, subiendo al podio en estas dos últimas.
Hunt terminó 8.º en el campeonato, solo habiendo corrido 7 de las 15 carreras de la temporada. Además, sumó todos los puntos para March-Ford en el campeonato de constructores, que contaba con el equipo de fábrica.
Para 1974, el Hesketh 308 estuvo listo para el Trofeo Internacional de Silverstone: Hunt ganó largando desde la pole. Dentro del campeonato, hizo su debut en el Gran Premio de Sudáfrica. Hesketh ocupó el tercer lugar en las carreras de Suecia, Austria y los Estados Unidos, y finalizó 6.º en constructores.
Para el año siguiente, se vendieron algunos 308 para que se inscribieran con equipos privados. mientras que el equipo modificó el 308 para Hunt.
Logró el segundo lugar en el Gran Premio de Argentina, y ganó el Gran Premio de los Países Bajos delante de los Ferrari de Lauda y Regazzoni. Sumó regularmente desde esa carrera, y Hesketh-Ford logró el 4.º en constructores, solo detrás de Ferrari, Brabham-Ford y McLaren-Ford.

#### Salida de Lord Hesketh

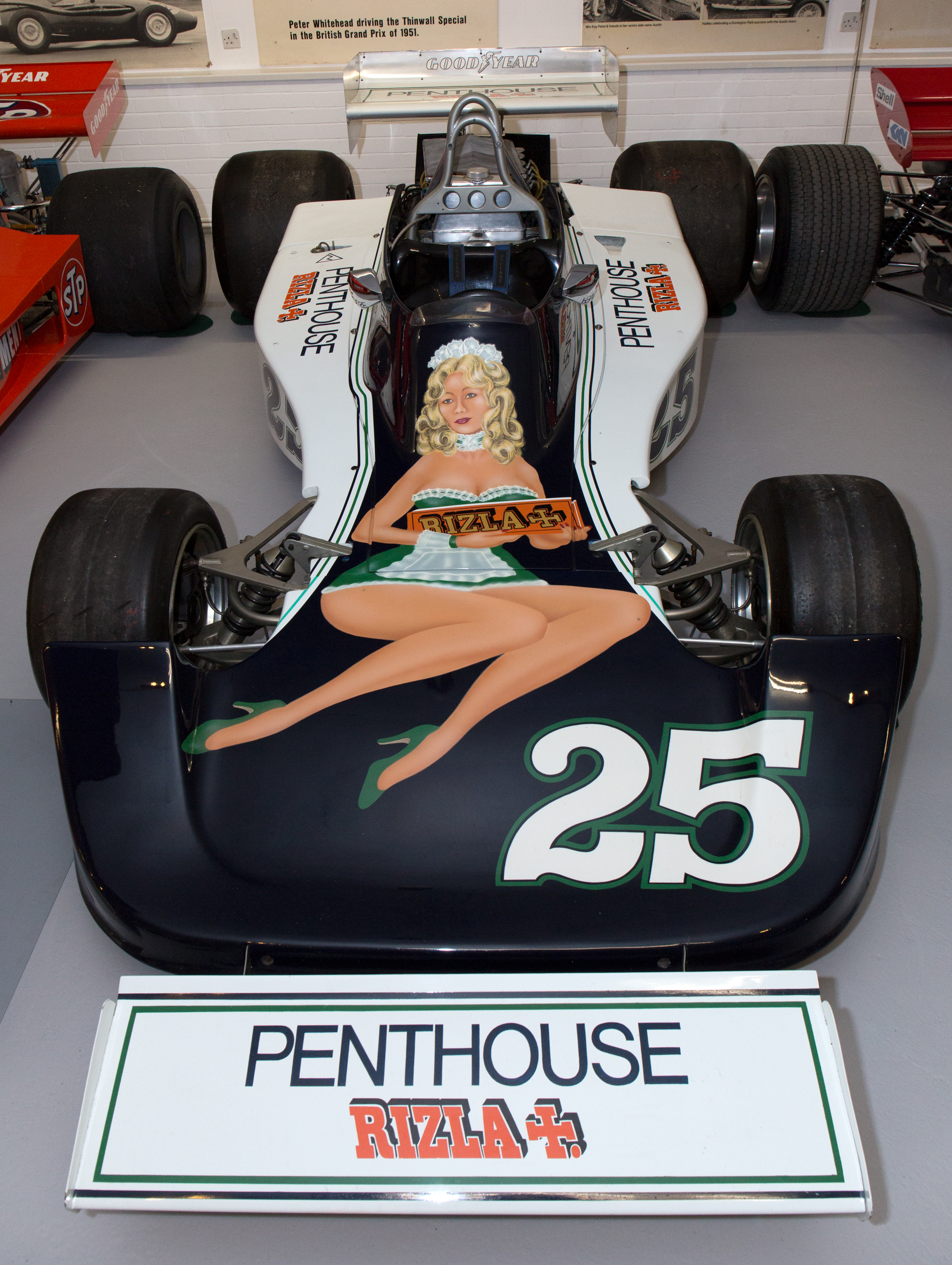
Hesketh 308D de 1976.

A fines de 1975, Lord Hesketh anunció que ya no podía competir en el campeonato mundial. James Hunt se ofreció en McLaren, reemplazando a Emerson Fittipaldi.
El nombre de Hesketh seguiría en Fórmula 1, pero sin resultados destacables. Primero, Harvey Postlethwaite llevó su monoplaza 308C hacia la asociación Wolf-Williams Racing. Luego, Anthony Horsley actualizó la versión 308 a la 308D y continuó bajo el nombre de Hesketh Racing. El austriaco Harald Ertl firmó junto con Penthouse Magazine y Rizla como patrocinadores, y Guy Edwards se unió en el Gran Premio de Bélgica, y otros dos pilotos también correrían más adelante. No sumaron puntos en todo el año.
Frank Dernie diseñó el nuevo chasis 308E para la temporada de 1977, con Rupert Keegan conduciendo junto a Harald Ertl. Más tarde llegaron el mexicano Héctor Rebaque y el británico Ian Ashley (sustituto de Ertl), pero de todas maneras cerraron nuevamente la temporada sin puntuar.
En 1978 llegó el respaldo de Olympus Cameras al equipo. Con solo un monoplaza por Gran Premio, 3 pilotos ocuparon su asiento en las primeras 6 carreras, sin finalizar ninguna de ellas, y Hesketh se retiró finalmente del campeonato.

### Deportivos
Luego de su paso por monoplazas, Postlethwaite decidió fabricar un prototipo LM, en asociación con la empresa IBEC y con el piloto Ian Bracey. Su primera competición fue en las 24 Horas de Le Mans de 1978 con Guy Edwards y Ian Grob al volante, sin llegar a la meta. También participó en la edición de 1981, esta vez con Tiff Needell y Tony Trimmer pero con el mismo resultado.
Posteriormente el monoplaza pasó a en la serie Thundersports, hasta finales de los 80.

## Resultados

### Fórmula 1
(Clave) (negrita indica pole position) (cursiva indica vuelta rápida)

| Año         | Chasis        | Motor                    | Pilotos        | 1   | 2   | 3   | 4    | 5    | 6   | 7   | 8   | 9   | 10  | 11  | 12  | 13  | 14  | 15  | 16  | 17  | Puntos | Pos. |
| ----------- | ------------- | ------------------------ | -------------- | --- | --- | --- | ---- | ---- | --- | --- | --- | --- | --- | --- | --- | --- | --- | --- | --- | --- | ------ | ---- |
| 1973        | March 731     | Ford Cosworth DFV 3.0 V8 |                | ARG | BRA | RSA | ESP  | BEL  | MON | SWE | FRA | GBR | NED | GER | AUT | ITA | CAN | USA |     |     | -      | -    |
| 1973        | March 731     | Ford Cosworth DFV 3.0 V8 | James Hunt     |     |     |     |      |      | 9   |     | 6   | 4   | 3   |     | Ret | DNS | 7   | 2   |     |     | -      | -    |
| 1974        | March 731     | Ford Cosworth DFV 3.0 V8 |                | ARG | BRA | RSA | ESP  | BEL  | MON | SWE | NED | FRA | GBR | GER | AUT | ITA | CAN | USA |     |     | -      | -    |
| 1974        | March 731     | Ford Cosworth DFV 3.0 V8 | James Hunt     | Ret | 9   |     |      |      |     |     |     |     |     |     |     |     |     |     |     |     | -      | -    |
| 1974        | 308           | Ford Cosworth DFV 3.0 V8 | James Hunt     |     |     | Ret | 10   | Ret  | Ret | 3   | Ret | Ret | Ret | Ret | 3   | Ret | 4   | 3   |     |     | 15     | 6.º  |
| 1974        | 308           | Ford Cosworth DFV 3.0 V8 | Ian Scheckter  |     |     |     |      |      |     |     |     |     |     |     | DNQ |     |     |     |     |     | 15     | 6.º  |
| 1975        | 308 308B 308C | Ford Cosworth DFV 3.0 V8 |                | ARG | BRA | RSA | ESP  | MON  | BEL | SWE | NED | FRA | GBR | GER | AUT | ITA | USA |     |     |     | 33     | 4.º  |
| 1975        | 308 308B 308C | Ford Cosworth DFV 3.0 V8 | James Hunt     | 2   | 6   | Ret | Ret  | Ret  | Ret | Ret | 1   | 2   | 4   | Ret | 2   | 5   | 4   |     |     |     | 33     | 4.º  |
| 1975        | 308 308B 308C | Ford Cosworth DFV 3.0 V8 | Alan Jones     |     |     |     | Ret  | Ret  | Ret | 11  |     |     |     |     |     |     |     |     |     |     | 33     | 4.º  |
| 1975        | 308 308B 308C | Ford Cosworth DFV 3.0 V8 | Torsten Palm   |     |     |     |      | DNQ  |     | 10  |     |     |     |     |     |     |     |     |     |     | 33     | 4.º  |
| 1975        | 308 308B 308C | Ford Cosworth DFV 3.0 V8 | Harald Ertl    |     |     |     |      |      |     |     |     |     |     | 8   | Ret | 9   |     |     |     |     | 33     | 4.º  |
| 1975        | 308 308B 308C | Ford Cosworth DFV 3.0 V8 | Brett Lunger   |     |     |     |      |      |     |     |     |     |     |     | 13  | 10  | Ret |     |     |     | 33     | 4.º  |
| 1976        | 308D          | Ford Cosworth DFV 3.0 V8 |                | BRA | RSA | USW | ESP  | BEL  | MON | SWE | FRA | GBR | GER | AUT | NED | ITA | CAN | USA | JPN |     | 0      | NC   |
| 1976        | 308D          | Ford Cosworth DFV 3.0 V8 | Harald Ertl    |     | 15  | DNQ | DNQ  | Ret  | DNQ | Ret | Ret | 7   | Ret | 8   | Ret | 16  | DNS | 13  | 8   |     | 0      | NC   |
| 1976        | 308D          | Ford Cosworth DFV 3.0 V8 | Guy Edwards    |     |     |     |      | DNQ  |     |     | 17  | Ret | 15  |     |     | DNS | 20  |     |     |     | 0      | NC   |
| 1976        | 308D          | Ford Cosworth DFV 3.0 V8 | Rolf Stommelen |     |     |     |      |      |     |     |     |     |     |     | 12  |     |     |     |     |     | 0      | NC   |
| 1976        | 308D          | Ford Cosworth DFV 3.0 V8 | Alex Ribeiro   |     |     |     |      |      |     |     |     |     |     |     |     |     |     | 12  |     |     | 0      | NC   |
| 1977        | 308E          | Ford Cosworth DFV 3.0 V8 |                | ARG | BRA | RSA | USW  | ESP  | MON | BEL | SWE | FRA | GBR | GER | AUT | NED | ITA | USA | CAN | JPN | 0      | NC   |
| 1977        | 308E          | Ford Cosworth DFV 3.0 V8 | Rupert Keegan  |     |     |     |      | Ret  | 12  | Ret | 13  | 10  | Ret | Ret | 7   | Ret | 9   | 8   | Ret |     | 0      | NC   |
| 1977        | 308E          | Ford Cosworth DFV 3.0 V8 | Harald Ertl    |     |     |     |      | Ret  | DNQ | 9   | 16  | DNQ |     |     |     |     |     |     |     |     | 0      | NC   |
| 1977        | 308E          | Ford Cosworth DFV 3.0 V8 | Héctor Rebaque |     |     |     |      |      |     | DNQ | DNQ | DNQ |     | Ret | DNQ | DNQ |     |     |     |     | 0      | NC   |
| 1977        | 308E          | Ford Cosworth DFV 3.0 V8 | Ian Ashley     |     |     |     |      |      |     |     |     |     |     |     | DNQ | DNQ | DNQ | 17  | DNS |     | 0      | NC   |
| 1978        | 308E          | Ford Cosworth DFV 3.0 V8 |                | ARG | BRA | RSA | USW  | MON  | BEL | ESP | SWE | FRA | GBR | GER | AUT | NED | ITA | USA | CAN |     | 0      | NC   |
| 1978        | 308E          | Ford Cosworth DFV 3.0 V8 | Divina Galica  | DNQ | DNQ |     |      |      |     |     |     |     |     |     |     |     |     |     |     |     | 0      | NC   |
| 1978        | 308E          | Ford Cosworth DFV 3.0 V8 | Eddie Cheever  |     |     | Ret |      |      |     |     |     |     |     |     |     |     |     |     |     |     | 0      | NC   |
| 1978        | 308E          | Ford Cosworth DFV 3.0 V8 | Derek Daly     |     |     |     | DNPQ | DNPQ | DNQ |     |     |     |     |     |     |     |     |     |     |     | 0      | NC   |
| Referencia: |               |                          |                |     |     |     |      |      |     |     |     |     |     |     |     |     |     |     |     |     |        |      |